# Sketcher
Sketcher為位图编辑软件Dabbler的前身，最早的“自然媒介”电脑绘图软件之一，由Fractal Design为苹果机开发。该软件可模拟粉笔、蜡笔、铅笔和刷子的绘画风格，其价格比Painter要便宜得多。
Fractal Design后来转而开发添加了色彩支持的Dabbler软件，Sketcher也因此停止开发。